# Seychellentorenvalk
De seychellentorenvalk (Falco araeus) is een roofvogel uit de familie der valken (Falconidae). De vogel werd in 1917 in een (inmiddels opgeheven) geslacht beschreven als Cerchneis araea door Harry Oberholser. Het is een kwetsbare, endemische vogelsoort  op de Seychellen.

## Kenmerken
De vogel is 15 tot 23 cm lang. Het is een zeer kleine soort,  kleiner dan de kleine torenvalk (die 27 tot 33 cm lang is); het is de kleinste soort uit het geslacht Falco. De vogel is overwegend roodbruin, van boven zeer donkerbruin met een donkergrijze kop. Van onder is de valk egaal lichtroze tot lichtbruin.

## Verspreiding en leefgebied
Deze soort is endemisch op de Seychellen; de grootste populatie verblijft op het eiland Mahé. De vogel komt voor in hoger gelegen natuurlijk altijd groenblijvend bos,maar ook in secundair bos en kokospalmplantages waar de vogel jaagt op hagedissen vooral soorten uit het geslacht Phelsuma.

## Status
De seychellentorenvalk heeft een beperkt verspreidingsgebied en daardoor is de kans op uitsterven aanwezig. De grootte van de populatie werd in 2014 door BirdLife International geschat op 530 volwassen individuen op grond van onderzoek uit 1999. De populatie-aantallen nemen af door habitatverlies. Het leefgebied werd in het verleden aangetast door gebruik van gewasbestrijdingsmiddelen en later door ontbossing waarbij natuurlijk bos wordt omgezet in gebied voor agrarisch gebruik en menselijke bewoning. Om deze redenen staat deze soort als kwetsbaar op de Rode Lijst van de IUCN.